# Distrikt Yauyos (Yauyos)

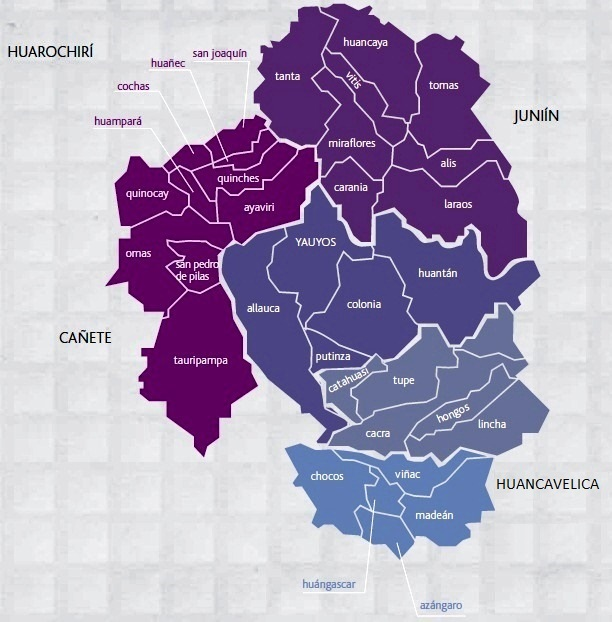
Karte der Provinz Yauyos

Der Distrikt Yauyos liegt in der Provinz Yauyos in der Region Lima im zentralen Westen von Peru. Der Distrikt wurde im Jahr 1825 gegründet. Er hat eine Fläche von 332 km². Beim Zensus 2017 lebten 1481 Einwohner im Distrikt. Im Jahr 1993 lag die Einwohnerzahl bei 1966, im Jahr 2007 bei 2698. Die Distriktverwaltung befindet sich in der 2874 m hoch gelegenen Ortschaft Yauyos mit 1039 Einwohnern (Stand 2017). Yauyos ist auch Sitz der Provinzverwaltung.

## Geographische Lage
Der Distrikt Yauyos befindet sich in der peruanischen Westkordillere zentral in der Provinz Yauyos. Der Fluss Río Cañete fließt entlang der östlichen Distriktgrenze in Richtung Südsüdwest. Der Ort Yauyos liegt in einem westlichen Seitental, welches am Südfuß des Llongote (5781 m) endet.
Der Distrikt Yauyos grenzt im Westen an den Distrikt Allauca, im Nordwesten an den Ayaviri, im Nordosten an den Distrikt Carania, im Osten an die Distrikte Huantán und Colonia sowie im äußersten Süden an den Distrikt Putinza.